# Lo Picot
Lo Picot és una muntanya de 873 metres que es troba entre el municipi d'Os de Balaguer, a la comarca de la Noguera i l'Aragó.
Al cim podem trobar-hi un vèrtex geodèsic (referència 250099001).